# Love Don't Cost a Thing (sång)
"Love Don't Cost a Thing" (spanskspråkig version: "Amor Se Paga Con Amor") är en låt framförd av den amerikanska artisten Jennifer Lopez, inspelad till hennes andra studioalbum J.Lo (2001). "Love Don't Cost a Thing" skrevs av Damon Sharpe, Georgette Franklin, Jeremy Monroe, Amille D. Harris och Greg Lawson och producerades av Ric Wake. I samband med utgivningen av låten transformerades Lopez till en sexsymbol och avslutade sin relation med den amerikanska rapparen Sean "Puffy" Combs. I låten är framföraren missnöjd med sin partner som bara erbjuder henne en materialistisk relation. Detta genererade uppmärksamhet då media spekulerade att låttexten kanske handlade om Lopez' relation med Combs.
"Love Don't Cost a Thing" släpptes som skivans huvudsingel den 8 januari 2001 av Epic Records. Låten hade stor internationell framgång och beskrevs som en av Lopez' "klassiker". Den nådde topp-tio i USA och på internationella musikmarknader som Australien, Frankrike, Tyskland och Irland. Den nådde förstaplatsen i Kanada, Nya Zeeland och Storbritannien. "Love Don't Cost a Thing" blev även en radiohit och Lopez' första singel att toppa den amerikanska singellistan Hot 100 Airplay. Låten beskrevs som "trallvänlig" och "dansant" och noterades för att den hade ett stärkande budskap och kommersiell dragningskraft till kvinnor.
Musikvideon till "Love Don't Cost a Thing" som regisserades av Paul Hunter och koreograferades av Darrin Dewitt Henson fick positivt bemötande och nominerades till både MTV Video Music Award och ALMA Award. Den blev en av årets mest sedda musikvideor och hade stor efterfrågan på musikvideoprogrammet Total Request Live. Videon blev senare ökänd då Lopez gifte sig med Cris Judd som var en av bakgrundsdansarna i den. Lopez framförde "Love Don't Cost a Thing" vid flera tillfällen, däribland MTV Europe Music Awards och MTV Video Music Awards.

## Bakgrund och inspelning
Efter en uppmärksammad och hyllad gestaltning av den mördade sångaren Selena Quintanilla i filmen Selena (1997) började Lopez arbeta på sin egen musikkarriär. Hon skrev på för Tommy Mottolas skivbolag Work Group. Hennes debutalbum On the 6 (1999) blev en omedelbar kommersiell framgång och genererade listettan "If You Had My Love". Redan i april 2000 började hon att spela in nytt material till ett andra studioalbum. Skivan var till en början tänkt att heta My Passionate Journey. Under samma tidsperiod började Lopez att transformera sig till en sexsymbol och fick smeknamnet J.Lo av allmänheten. Hon valde att istället döpa skivan till J.Lo som hon beskrev som mer "romantisk" och "personlig" än On the 6.
I juli 2000 började Lawson arbeta på en låt som han tyckte var idealisk för Lopez. Vid en tillbakablick mindes han: "Jag skrev och spelade in spåret som till sist blev 'Love Don't Cost a Thing'. Jag ringde till Damon och spelade låten och sjöng melodin för honom. Det slutade med att vi inledde ett samarbete med låten och hjälptes åt att skriva de olika delarna till den. Jag kom på titeln och han kom på nyckelfrasen 'Even if you were broke' som användes i refrängen. Ytterligare tre låtskrivare; Georgette Franklin, Jeremy Munroe och Amil Harris, bidrog också till stycket." I augusti, efter att en demoversion av låten färdigställts, skickade Sharpe en CD som innehöll inspelningen till Wake och hans studio i New York. Wake, som älskade låten, spelade den för Lopez som också tyckte om den. Den färdiga version - med Lopez' sång - färdigställdes vid Sony Studios i New York.
"Love Don't Cost a Thing" hade global premiär den 16 november 2000. Den gavs ut i Tyskland den 2 december 2000. Singeln började spelas på radio i mitten av december. "Love Don't Cost a Thing" inkluderades på den sjätte utgåvan av den amerikanska albumserien Now That's What I Call Music! samt på Lopez' samlingsalbum Dance Again... the Hits som släpptes den 24 juli 2012.

## Låttext och tolkningar

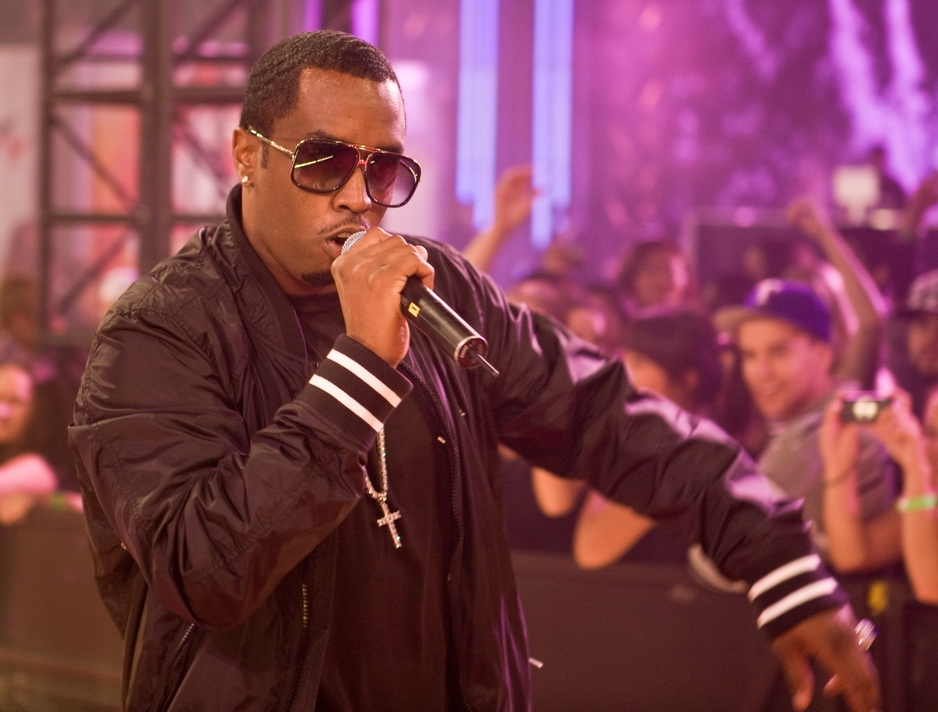
Rapparen Sean "Puffy" Combs, Lopez dåvarande pojkvän, överöste henne med dyra gåvor. Låttexten i "Love Don't Cost a Thing" beskriver ett liknande scenario och ledde till spekulationer i media att låten handlade om deras relation.

"Love Don't Cost a Thing" är en låt som består av genrerna pop och R&B som pågår i tre minuter och fyrtiotvå sekunder (3:42). Låtens primära producent var Ric Wake som hjälptes av Cory Rooney och Richie Jones. Lopez spelade in sin sång med Dan Hetzel och Dave Scheyer vid Cove City Sound Studios i Glen Cove, New York. Den ljudmixades av Jones och Hetzel och färdigbearbetades av Ted Jensen vid Sterling Sound in New York. Enligt MTV News är "Love Don't Cost a Thing" en fortsättning på den utforskning av kärlek som hon påbörjade i "If You Had My Love". Låten handlar även om "det innersta klockspelet av kärlek". Låttexten beskriver en "materialistisk relation" som är fylld av "kreditkort och exklusiva gåvor". I refrängen sjunger Lopez: "Think you gonna keep me iced, you don't/ Think I'm gonna spend your cash, I won't/ Even if you were broke/ My love don't cost a thing." Hon är inte heller imponerad av sin älskares Mercedes-Benz för "hon har sin egen".
Flera mediakällor rapporterade att låttextens budskap handlade om hennes relation med rapparen Sean Combs, som påståtts ska ha överöst henne med dyra smycken. Kort efter utgivningen av låten gick paret skilda vägar. Under tiden de var tillsammans betraktades de som "det mest framträdande paret inom hiphopen". Cheryl Lu-Lien Tan vid The Baltimore Sun spekulerade i att Combs materialism var anledningen till att de skildes. Hon använde Combs signaturhit "It's All About the Benjamins" vs. "Love Don't Cost a Thing" som ett exempel.

## Mottagande

### Kritikers respons
Marc Weingarten från Entertainment Weekly ansåg att låten var "ordinär, dansant, medryckande och hade en refräng som skapad för kvinnor". Han prisade dock låtens "vågade budskap" och avslutade sin recension med att skriva: "'Love Don't Cost a Thing' är ett kaxigt mothugg till alla hiphoppare som tjatar om att deras kvinnor bara vill ha bling-bling." Sal Cinquemani från Slant Magazine beskrev låten som en "billig karbonkopia" av Rodney Jerkins' tidigare arbeten inom R&B-genren. I en recension av J.Lo skrev en recensent från Toronto Star att Lopez' gör sig som bäst på "roliga" "r 'n' b-liknande upptempospår" som "Love Don't Cost a Thing" där de "svängiga melodierna och gungande basgången gör största delen av arbetet".
En skribent vid webbplatsen Crosswalk tyckte att den var en "lättsam danslåt" och fortsatte att skriva: "Den här låten, med dess beroendeframkallande taktslag och familjära sångteknik, får många unga flickor att sjunga 'even if you were broke, my love don't cost a thing.'" Stephen Thomas Erlewine från Allmusic beskrev låten som "inställsam" medan Bill Lamb från About.com ansåg att den var "pop-godis" som "influerats av hitlåtar från Destiny's Child".

### Kommersiell prestation
"Love Don't Cost a Thing" hade stora internationella framgångar och betraktas som en av Lopez' största hits. Den uppmärksammades särskilt för sin popularitet på pop-radiostationer. Den 9 december 2000 debuterade låten på plats 46 på amerikanska Billboard Hot 100 och fick utmärkelsen "Hot Shot Debut". I andra veckan på listan klättrade singeln arton positioner och noterades på plats 28. Följande vecka klättrade den till plats 22. Flera veckor senare tog sig "Love Don't Cost a Thing" in på topp-tio och gjorde därefter ett anmärkningsvärt hopp en vecka senare (27 januari 2001) då den noterades på fjärdeplatsen. Den klättrade samtidigt till tredjeplatsen på Billboards förgreningslista Hot 100 Airplay. Trots att låten därefter började tappa positioner på Hot 100-listan så nådde den förstaplatsen på förgreningslistan Mainstream Top 40. Under veckoslutet den 24 februari 2001 återkom "Love Don't Cost a Thing" med en ny topplacering på amerikanska singellistan, då noterades den på tredjeplatsen efter att långsamt klättrat uppåt på listan veckorna innan. Den nådde samtidigt förstaplatsen på Hot 100 Airplay-listan. Trots detta lyckades inte låten att klättra högre utan behöll istället tredjeplatsen i tre veckors tid. Den rankades även på niondeplatsen på Billboards danslista Hot Dance Club Play.
Utöver framgångarna i USA toppade "Love Don't Cost a Thing" flera singellistor i övriga delar av världen, däribland Kanada, där låten blev hennes andra listetta efter "If You Had My Love". Singeln debuterade på niondeplatsen på Schweiz' singellista och nådde som högst andraplatsen. Den guldbelönades i Schweiz av International Federation of the Phonographic Industry för en försäljning på 20.000 exemplar. I Finland debuterade låten på förstaplatsen innan den därefter långsamt tappade positioner på listan. I Storbritannien toppade låten singellistan vilket gjorde "Love Don't Cost a Thing" till Lopez' första listetta i landet. Den certifierades silver av British Phonographic Industry för en försäljning på 200.000 exemplar. I Spanien debuterade "Love Don't Cost a Thing" på förstaplatsen på landets singellista den 13 januari 2001. Den behöll positionen i ytterligare två veckor och noterades i topp-tio i ytterligare sex veckor. "Love Don't Cost a Thing" debuterade även på förstaplatsen i Italien och uppehöll sig i topp-tio på listan i sju veckor. Låten noterades även på förstaplatsen i Rumänien och Nederländerna.
Den 28 januari 2001 debuterade "Love Don't Cost a Thing" på fjärdeplatsen på Australiens ARIA-lista, vilket också blev låtens topp-position. Mot slutet av 2001 hade låten blivit platinacertifierad av Australian Recording Industry Association för 70.000 exemplar skickade till affär. Den 14 januari debuterade låten på plats 37 på Nya Zeelands singellista och nådde förstaplatsen sju veckor senare, den 4 mars 2001. Den behöll placeringen i två veckor. "Love Don't Cost a Thing" rankades på plats 65 på About.coms lista "Top 100 Best Pop Songs of 2001". Mot årets slut rankades låten även på plats 26 på Billboards lista "Year-End Hot 100 singles of 2001".

## Musikvideo

### Bakgrund och mottagande

Stranden i Key Biscayne, Florida, där Lopez dansar förföriskt i musikvideon till "Love Don't Cost a Thing".

Musikvideon till "Love Don't Cost a Thing" filmades i och runt Miami, Florida mot slutet av år 2000. Videon regisserades av Paul Hunter som ofta jobbat med Lopez och koreograferades av skådespelaren och dansaren Darrin Dewitt Henson. Den 4 december 2000 sändes en "Making of"-dokumentär på MTV:s Making the Video. Videon blev ökänd när Lopez inledde en relation med bakgrundsdansaren Cris Judd. Några månader senare gifte sig paret. Paret ryktades ha påbörjat deras relation efter videoinspelningen vilket skapade uppmärksamhet i kvällspressen efter hennes uppmärksammade splitt från Sean Combs.
Efter premiären blev videon en omedelbar hit på MTV:s musikvideoprogram Total Request Live. Under en period var videon den mest önskade i programmet. Under året blev "Love Don't Cost a Thing" den mest sedda videon på musikvideokanalerna MTV och Vh1. Den nominerades även i två kategorier vid MTV Video Music Awards 2001; "Best Female Video" och "Best Dance Video". Vid den latinamerikanska prisceremonin ALMA Awards var videon nominerad i kategorin "ALMA People's Choice Award for Outstanding Music Video". John Mitchell från MTV News noterade att i videon fortsatte Lopez sin trend att "skjuta skarpt mot sina tidigare pojkvänner". Videon inkluderades på Lopez' DVD The Reel Me (2003) samt hennes samlingsalbum Dance Again... the Hits (2012).

### Handling
Musikvideon för "Love Don't Cost a Thing" börjar med att visa Lopez i hennes pojkväns lyxvilla. Han ringer och informerar henne att han inte kan komma till deras dejt. Som kompensation har han köpt henne ett armband i guld. Lopez, som redan är klädd i dyra armband, halsband och örhängen, talar om att ett till guldarmband är det "sista hon behöver". Hon lägger på och slänger iväg telefonen innan hon lämnar villan och kör iväg i sin Aston Martin-cabriolet. Nästkommande sekvenser visar när Lopez kör utmed Rickenbacker Causeway samtidigt som andra scener visar Lopez på en tropisk strand. Under sin bilfärd slänger hon iväg en handväska som hon fått av pojkvännen.
I nästa sekvenser stannar hon utmed vägen och lämnar bilen. Lopez tar av sig alla smycken och slänger iväg sina solglasögon. Hon tar fram ett vykort han skickat med texten "Wish you were here". Originalversionen av låten upphör och en snabbare dansremix hörs medan Lopez utför danssteg med flera bakgrundsdansare. Hon river sedan sönder kortet och tar av sig klädesplagg medan hon går ner till havet. Lopez poserar leker på stranden innan hon tar av sig sin tröja och slänger den mot kameran.

## Liveframträdanden

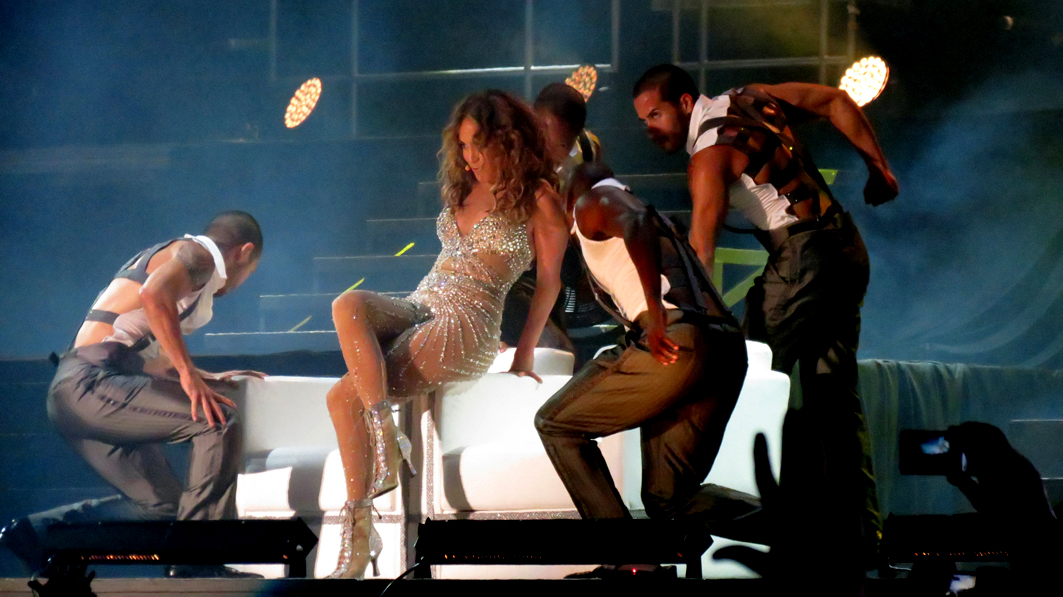
Lopez framför "Love Don't Cost a Thing" under sin första världsturné Dance Again World Tour (2012).

Lopez hade global premiär med låten den 16 november 2000 vid den sjunde upplagan av MTV Europe Music Awards som hölls i Stockholm, Sverige. David Basham från MTV News noterade att hon anlände till scenen som en "äkta superstjärna i ett eget flygplan". Den 12 januari 2001 framförde hon låten i programmet Top of the Pops. I februari framförde hon "Love Don't Cost a Thing" och "Play" vid TV-specialen CBS Sports Presents: MTV:s TRL The Super Bowl Sunday vilket filmades i Tampa, Florida vid nöjesparken The NFL Experience. Några månader senare uppträdde hon vid MTV Video Music Awards som hölls den 6 september. Från den 22 till den 23 september höll Lopez två konserter i Puerto Rico med namnet Let's Get Loud. Dessa var Lopez' första konserter i hennes karriär och hon flankerades av en tio mannars orkester, en kör och 11 bakgrundsdansare. "Love Don't Cost a Thing" inkluderades på konserternas låtförteckningar. I december samma år höll Lopez, Kid Rock och Ja Rule en gemensam konsert för USO-trupperna i en tysk militärbas. Lopez sjöng "Love Don't Cost a Thing" och flera andra låtar. Den 1 januari 2002 sändes konserten på MTV Network med värden Carson Daly och under titeln For the Troops: An MTV/USO Special. Joe D'Angelo från MTV News noterade att hon bar flera olika avslöjande kreationer trots kylan.
I februari 2010 framförde hon låten samt flera andra hits vid Sanremo Music Festival i Italien. Soraya Roberts från New York Daily News kommenterade att dansstegen inte var "så komplicerade" då hon bar en hårt åtsittande catsuit. Den 22 oktober 2011 framförde hon "Love Don't Cost a Thing" vid en konsert för att fira Mohegan Sun Arena som då funnits i 15 år. Låten inkluderades på innehållsförteckningen på hennes första världsturné Dance Again World Tour (2012). Elise Vout från Australiensiska MTV News var positiv till numret och skrev: "Hon visar oss sin berömda bakdel och överöser oss samtidigt med fyrverkerier. Hon visade Kim Kardashian och Nicki Minaj hur det ska göras när hon framförde 'Love Don’t Cost A Thing'."

## Format och innehållsförteckningar
| 1. | Love Don't Cost a Thing                           | 3:42 |
| 2. | Love Don't Cost a Thing (Full Intention Club Mix) | 7:15 |

| 1. | Amor Se Paga Con Amor (Spanskspråkig version)     | 3:41 |
| 2. | Amor Se Paga Con Amor (Spansk/Engelsk version)    | 3:42 |
| 3. | Amor Se Paga Con Amor (Alternative Version)       | 3:41 |
| 4. | Love Don't Cost a Thing (RJ Schoolyard Mix)       | 4:19 |
| 5. | Love Don't Cost a Thing (Full Intention Club Mix) | 7:15 |

| 1. | Love Don't Cost a Thing                                                         | 3:43  |
| 2. | Love Don't Cost a Thing (Full Intention Club Mix)                               | 7:15  |
| 3. | On the 6 Mega Mix ("If You Had My Love"/"Waiting for Tonight"/"Let's Get Loud") | 9:20  |
| 4. | Love Don't Cost a Thing (Schoolyard Extended Mix)                               | 20:46 |

## Musikmedverkande
- Damon Sharpe, Georgette Franklin, Jeremy Monroe, Amille D. Harris – låtskrivare
- Ric Wake – producent, arrangemang
- Richie Jones – producent, arrangemang, ljudmix, programmering, trummor, slagverk
- Cory Rooney – producent
- Dan Heztel – ljudmix, sångproducent
- Jim Annunziato – ljudmix (assistans)
- Miklos Malek – keyboard programmering
- James Houston - chefsproducent
- Greg Lawson – låtskrivare, programmering, arrangemang
- Peter Wade Keusch – Pro Tools
- Dave Scheuer – sångproducent
- Ronald L. Martinez, David Swope – ljudmix
- Marc Russell – produktionsassistent
- Ted Jensen – mastering

## Topplistor
| Lista (2001)                                                                              | Topplacering |
| ----------------------------------------------------------------------------------------- | ------------ |
| Australien (ARIA)                                                                         | 4            |
| Belgien (Ultratop 50 Flandern)                                                            | 7            |
| Belgien (Ultratop 50 Vallonien)                                                           | 2            |
| Kanada (Canadian Hot 100)                                                                 | 1            |
| Danmark (Tracklisten)                                                                     | 4            |
| European Hot 100 Singles                                                                  | 2            |
| Finland (Suomen virallinen lista)                                                         | 1            |
| Frankrike (SNEP)                                                                          | 5            |
| Tyskland (Media Control AG)                                                               | 6            |
| Irland (IRMA)                                                                             | 4            |
| Italien (FIMI)                                                                            | 1            |
| Nederländerna (Dutch Top 40)                                                              | 1            |
| Nya Zeeland (Recorded Music NZ)                                                           | 1            |
| Norge (VG-lista)                                                                          | 3            |
| Rumänien (Romanian Top 100)                                                               | 1            |
| Spanien (PROMUSICAE)                                                                      | 1            |
| Sverige (Sverigetopplistan)                                                               | 3            |
| Schweiz (Schweizer Hitparade)                                                             | 2            |
| Storbritannien (Official Charts Company)                                                  | 1            |
| Ungern (Singles Top 20)                                                                   | 8            |
| USA Billboard Hot 100                                                                     | 3            |
| USA Mainstream Top 40 (Billboard)                                                         | 1            |
| USA Hot R&B/Hip-Hop Songs (Billboard)                                                     | 40           |
| USA Hot Dance Club Songs (Billboard)                                                      | 9            |
| USA Hot Latin Songs (Billboard) Spanskspråkig version: "Amor Se Paga Con Amor"            | 21           |
| USA Hot Dance Singles Sales (Billboard) Remixversion: RJ Schoolyard Mix featuring Fat Joe | 1            |

| Lista (2001)          | Topplacering |
| --------------------- | ------------ |
| Australien (ARIA)     | 61           |
| USA Billboard Hot 100 | 26           |

## Certifikat
| Land                 | Certifikat |
| -------------------- | ---------- |
| Australien (ARIA)    | Platina    |
| Schweiz (IFPI)       | Guld       |
| Storbritannien (BPI) | Platina    |